# پیتر سگال
 پیتر سگال (انگلیسی: Peter Segal؛ زادهٔ ۱۹۶۲) یک کارگردان اهل ایالات متحده آمریکا است. وی از سال ۱۹۹۱ میلادی تاکنون مشغول فعالیت بوده‌است.
او فیلم‌هایی مانند اسمارت را بگیر و همچنین ۵۰ قرار اول را کارگردانی کرده‌است.